# Oodi
Oodi è un villaggio del Botswana situato nel distretto di Kgatleng, sottodistretto di Kgatleng. Il villaggio, secondo il censimento del 2011, conta 5.687 abitanti.

## Località
Nel territorio del villaggio sono presenti le seguenti 4 località:
- Boladu di 42 abitanti,
- Kgalapitse di 95 abitanti,
- Mosese di 27 abitanti,
- Ramokebetwane di 23 abitanti